# Jesús María Sanz Iparraguirre
Jesús María Sanz Iparraguirre (Santurce, Vizcaya, 1 de julio de 1953), más conocido como Txuma, es un cantautor español.

## Trayectoria
Nació el 1 de julio de 1953 en el municipio de Santurce de la provincia española de Vizcaya. Actualmente, es miembro del grupo Gaupasa, con sede en Portugalete, y hasta 2012, también formaba parte de Barbis Taldea.
Ha obtenido un reconocimiento significativo como autor de bilbainadas, un tipo de música tradicional de Bilbao. Este reconocimiento se atribuye en gran medida a su participación en un concurso anual que organizan el ayuntamiento de Bilbao y Radio Nervión, donde ha ganado varios premios.
Además, también ha compuesto varios himnos. Es el autor del himno oficial del centenario del Athletic Club, titulado “Athletic txapeldun”. Asimismo, ha compuesto los himnos de Kaiku y de la Sotera.
En 2016, su nombre fue propuesto por el Área de Participación Ciudadana de Santurce para dar nombre a una calle de la ciudad.

## Premios y reconocimientos
| Año  | Categoría        | Canción                            | Resultado | Ref.          |
| ---- | ---------------- | ---------------------------------- | --------- | ------------- |
| 1997 | Mejor Bilbainada | Traineras en Bilbao                | Nominado  |               |
| 1998 | Mejor Bilbainada | ¡Atención!, ¡Atención!, ¡Atención! | Ganador   | [ 12 ]        |
| 1999 | Mejor Bilbainada | Vamos para pozas                   | Ganador   | [ 3 ]         |
| 2000 | Mejor Bilbainada | Portu eta Bilbo jaietan            | Nominado  |               |
| 2001 | Mejor Bilbainada | Ttipi-Ttapa                        | Nominado  | [ 13 ]        |
| 2002 | Mejor Bilbainada | Un día especial                    | Nominado  |               |
| 2003 | Mejor Bilbainada | Viva Pobeña                        | Nominado  |               |
| 2004 | Mejor Bilbainada | Canta Arboleda                     | Ganador   |               |
| 2006 | Mejor Bilbainada | Himno al Lagun Aro Bilbao Basket   | Nominado  |               |
| 2009 | Mejor Bilbainada | Bilbao, ahora y siempre Bilbao     | Ganador   |               |
| 2011 | Mejor Bilbainada | Bai bai Bermeo Urdaibai            | Nominado  | [ 14 ] [ 15 ] |